# شقران اعتدالي
شقران اعتدالي (الاسم العلمي:Puccinia aequinoctialis) هو نوع من الفطريات يتبع جنس الشقران من الفصيلة الشقرانية.